# Acrylzuur
Acrylzuur of propeenzuur is een organische verbinding met als brutoformule C3H4O2. Acrylzuur is een carbonzuur. Het komt voor als een kleurloze vloeistof met een prikkelende geur.

## Synthese
Acrylzuur kan worden bereid op verschillende manieren:
- door de reactie van acetyleen, koolstofmonoxide en water in aanwezigheid van een nikkelkatalysator. Dit is het zogenaamde Reppe-proces, genoemd naar Walter Reppe:

{\displaystyle {\ce {HC#CH + CO + H2O -> CH2=CHCOOH}}}
- het Reppe-proces is verdrongen door een proces dat gebruikmaakt van een grondstof uit de petrochemie, namelijk propeen, een gas dat als bijproduct bij olieraffinage vrijkomt. Propeen wordt met lucht geoxideerd tot acroleïne en verder tot acrylzuur. Dit is het meest gebruikte industriële proces voor acrylzuurproductie:

{\displaystyle {\ce {2CH2=CHCH3 + O2 -> 2CH2=CHCHO}}}
{\displaystyle {\ce {2CH2=CHCHO + O2 -> 2CH2=CHCOOH}}}
- in de plaats van propeen kan ook uitgegaan worden van glycerol, dat door dehydratie wordt omgezet in acroleïne, wat vervolgens geoxideerd wordt tot acrylzuur. Dit proces heeft als voordeel dat glycerol uit hernieuwbare grondstoffen afkomstig is (dierlijke of plantaardige vetten en oliën); het is ook een bijproduct van de biodieselproductie.[1]
- een andere mogelijkheid is de hydrolyse van acrylonitril:

{\displaystyle {\ce {CH2=CHCN + 2H2O + H+ -> CH2=CHCOOH + NH4+}}}

## Toepassingen
Acrylzuur en zijn esters, de acrylaten, worden gebruikt bij de productie van verscheidene plastics en harsen, (vloer)lakken, verven, inkt en lijm. Tevens is het ook de grondstof voor superabsorbers. Het polymeer van acrylzuur is polyacrylzuur.